# Deutscher Verband

Wahlaufruf des Deutschen Verbandes unter Verwendung des Edelweiß-Parteisymbols zu den italienischen Parlamentswahlen 1921

Deutscher Verband (DV) war der Name des im Oktober 1919 unter dem Eindruck der italienischen Annexion Südtirols erfolgten Zusammenschlusses der beiden bürgerlichen deutschen Parteien in Südtirol: der Tiroler Volkspartei, die ihrerseits im Oktober 1918 aus der Fusion von Konservativen und Christlichsozialen entstanden war, und der Deutschfreiheitlichen Partei, während die im September 1919 begründete Partei der Südtiroler Sozialdemokraten den Deutschen Verband ablehnte und es bis zu ihrer von den italienischen Faschisten erzwungenen Auflösung 1924 vorzog, mit den italienischen Sozialisten zusammenzuarbeiten.
Im Dezember 1919 legte der DV einen Autonomie-Entwurf für Südtirol vor, dessen Forderungen nach weitgehender Selbstverwaltung innerhalb des italienischen Staatsverbands unerfüllt blieben. Der Entwurf in 18 Abschnitten, die territoriale, kulturelle, militärische und wirtschaftliche Fragen berühren, wurde im Allgemeinen Tiroler Anzeiger vom 16. Dezember 1919 veröffentlicht.
Der DV trat bei den italienischen Parlamentswahlen im Jahr 1921 im Wahlkreis Bozen an, der mit kleineren Abweichungen in etwa dem heutigen Südtirol entsprach, allerdings nicht die ladinischen Gemeinden, den Deutschnonsberg und Altrei umfasste. Der DV erlangte im Wahlkreis Bozen mehr als 90 % der abgegebenen Stimmen und damit alle vier Parlamentsmandate, die dort vergeben wurden (namentlich: Friedrich von Toggenburg, Wilhelm von Walther, Eduard Reut-Nicolussi und Karl Tinzl). Erster Obmann des DV war Eduard Reut-Nicolussi. 1923 wurde er vom Rechtsanwalt Karl Tinzl abgelöst. Als erster Sekretär fungierte von 1919 bis 1922 Otto Vinatzer. Wichtigstes Presseorgan des DV war bis zu dessen Verbot der christlich-soziale „Tiroler“ (ab 1923 „Der Landsmann“). Vor den Parlamentswahlen im Jahr 1924 erließen die neuen faschistischen Machthaber das Acerbo-Gesetz, das die deutschsprachigen Gebiete im wesentlich großräumigeren und einwohnerstärkeren Wahlkreis Venetien aufgehen ließ. Da der DV ein Wahlbündnis mit den Slowenen und Kroaten Istriens einging, gelang jedoch der erneute Einzug ins Parlament mit zwei Kandidaten (namentlich: Karl Tinzl und Paul von Sternbach).
Der Deutsche Verband wurde im Zuge des italienweiten Parteienverbots 1926 von der faschistischen Regierung Mussolini aufgelöst. 1945 knüpfte die Südtiroler Volkspartei (SVP) an die parteipolitische Tradition des Deutschen Verbandes an. Neben Kontinuitäten von Führungspersönlichkeiten übernahm die Partei dabei u. a. das Edelweiß als Parteisymbol – jene Alpenblume, die vom Deutschen Verband bereits 1921 als Listenzeichen verwendet worden war.

## Bekannte Vertreter
- Michael Gamper
- Josef Noldin
- Julius Perathoner
- Alois Puff
- Eduard Reut-Nicolussi
- Paul von Sternbach
- Karl Tinzl
- Friedrich von Toggenburg
- Wilhelm von Walther